# Дисергейт
«Дисергейт» — українська громадська ініціатива, діяльність якої спрямована на систематичний аналіз наукових робіт (дисертацій, монографій, наукових статей) на предмет наявності плагіату та інформування громадськості щодо випадків академічної недоброчесності. Створена у лютому 2016 року. До складу входять близько 20 науковців.
Серед відомих осіб, яких викрили на академічному плагіаті — Катерина Кириленко, Арсеній Яценюк, Станіслав Ніколаєнко, Лілія Гриневич, Сергій Шкарлет, Сергій Бабак, Оксен Лісовий та ін.
Засновницею і координаторкою ініціативи є кандидатка економічних наук Світлана Благодєтєлєва-Вовк.

## Назва
Назва походить від слів «дисертація» та «гейт» (з англ. gate — суфікс в  англійській та деяких інших мовах, що використовується у словах на означення публічних скандалів за аналогією до Вотергейту).

## Історія
Історія створення ініціативи бере початок від появи скандалу навколо докторської дисертації Катерини Кириленко, дружини колишнього віце-прем'єр-міністра України В'ячеслава Кириленка.
У грудні 2016 року активістами «Дисергейту» було започатковано спеціальну церемонію «Академічна негідність року» за 5 номінаціями («Плагіатор року», «Фальсифікатор року», «Псевдонауковець року», «Токсичний ректор року», «Посіпака року»).

## Члени ініціативи
- Світлана Благодєтєлєва-Вовк — кандидат економічних наук[7]
- Тетяна Пархоменко — доктор філософських наук, професор[8][9], член "Дисергейту" до 2020 р.[7]
- Сергій Шарапов — доктор фізико-математичних наук[7][10]
- Ірина Єгорченко — кандидат фізико-математичних наук[7][10]
- Ігор Дзеверін — доктор біологічних наук[7]
- Віктор Досенко — доктор медичних наук[7]
- Олег Смірнов — кандидат біологічних наук[11]
- Олексій Болдирєв — кандидат біологічних наук[7][12]